# 1977-es Formula–1 holland nagydíj
A holland nagydíj volt az 1977-es Formula–1 világbajnokság tizenharmadik futama.

## Futam
Augusztus 26-án, az első edzésnapon mutatták be a Renault turbó hajtású motorral szerelt autóját, az elkövetkező tiz év meghatározó konstrukcióját.
| Helyezés | #  | Versenyző             | Csapat/Motor       | Körök | Idő/Kiesés oka      | Rajthely | Pontszám |
| -------- | -- | --------------------- | ------------------ | ----- | ------------------- | -------- | -------- |
| 1        | 11 | Niki Lauda            | Ferrari            | 75    | 1:41:45,93          | 4        | 9        |
| 2        | 26 | Jacques Laffite       | Ligier-Matra       | 75    | 1,89                | 2        | 6        |
| 3        | 20 | Jody Scheckter        | Wolf-Ford          | 74    | + 1 kör             | 15       | 4        |
| 4        | 28 | Emerson Fittipaldi    | Fittipaldi-Ford    | 74    | + 1 kör             | 17       | 3        |
| 5        | 23 | Patrick Tambay        | Ensign-Ford        | 73    | Kifogyott üzemanyag | 12       | 2        |
| 6        | 12 | Carlos Reutemann      | Ferrari            | 73    | + 2 kör             | 6        | 1        |
| 7        | 8  | Hans-Joachim Stuck    | Brabham-Alfa Romeo | 73    | + 2 kör             | 19       |          |
| 8        | 35 | Hans Binder           | Team Penske-Ford   | 73    | + 2 kör             | 18       |          |
| 9        | 30 | Brett Lunger          | McLaren-Ford       | 73    | + 2 kör             | 20       |          |
| 10       | 10 | Ian Scheckter         | March-Ford         | 73    | + 2 kör             | 25       |          |
| 11       | 9  | Alex Ribeiro          | March-Ford         | 72    | + 3 kör             | 24       |          |
| 12       | 19 | Vittorio Brambilla    | Surtees-Ford       | 67    | Baleset             | 22       |          |
| 13       | 16 | Riccardo Patrese      | Shadow-Ford        | 67    | Motorhiba           | 16       |          |
| Kizárva  | 38 | Brian Henton          | Boro-Ford          | 52    | Kizárva             | 23       |          |
| Kiesett  | 15 | Jean-Pierre Jabouille | Renault            | 39    | Felfüggesztés       | 10       |          |
| Kiesett  | 6  | Gunnar Nilsson        | Lotus-Ford         | 34    | Baleset             | 5        |          |
| Kiesett  | 17 | Alan Jones            | Shadow-Ford        | 32    | Motorhiba           | 13       |          |
| Kiesett  | 4  | Patrick Depailler     | Tyrrell-Ford       | 31    | Motorhiba           | 11       |          |
| Kiesett  | 3  | Ronnie Peterson       | Tyrrell-Ford       | 18    | Gyújtás             | 7        |          |
| Kiesett  | 22 | Clay Regazzoni        | Ensign-Ford        | 17    | Karburátor          | 9        |          |
| Kiesett  | 5  | Mario Andretti        | Lotus-Ford         | 14    | Motorhiba           | 1        |          |
| Kiesett  | 24 | Rupert Keegan         | Hesketh-Ford       | 8     | Baleset             | 26       |          |
| Kiesett  | 1  | James Hunt            | McLaren-Ford       | 5     | Baleset             | 3        |          |
| Kiesett  | 34 | Jean-Pierre Jarier    | Team Penske-Ford   | 4     | Gyújtás             | 21       |          |
| Kiesett  | 7  | John Watson           | Brabham-Alfa Romeo | 2     | Olajszivárgás       | 8        |          |
| Kiesett  | 2  | Jochen Mass           | McLaren-Ford       | 0     | Baleset             | 14       |          |
| NK       | 27 | Patrick Nève          | March-Ford         |       |                     |          |          |
| NK       | 37 | Arturo Merzario       | March-Ford         |       |                     |          |          |
| NK       | 18 | Vern Schuppan         | Surtees-Ford       |       |                     |          |          |
| NK       | 39 | Ian Ashley            | Hesketh-Ford       |       |                     |          |          |
| NK       | 33 | Boy Hayje             | March-Ford         |       |                     |          |          |
| NK       | 25 | Héctor Rebaque        | Hesketh-Ford       |       |                     |          |          |
| NK       | 29 | Teddy Pilette         | BRM                |       |                     |          |          |
| NK       | 32 | Michael Bleekemolen   | March-Ford         |       |                     |          |          |

## Statisztikák
Vezető helyen:
- James Hunt: 5 (1-5)
- Jacques Laffite: 14 (6-19)
- Niki Lauda: 56 (20-75)

Niki Lauda 15. győzelme, 12. leggyorsabb köre, Mario Andretti 7. pole-pozíciója.
- Ferrari 68. győzelme.